# Hemiorchis
Genre
Classification APG III (2009)
Hemiorchis est un genre de trois espèces de plantes de la famille des Zingiberaceae originaire de l'Himalaya central et oriental ainsi que de Birmanie.
La première description de Hemiorchis burmanica fut faite en 1873 par Wilhelm Sulpiz Kurz, botaniste allemand, dans le "Journal of the Asiatic Society of Bengal"

## Liste d'espèces

### SelonWorld Checklist of Selected Plant Families(WCSP)(18 juil. 2010)[1]
- Hemiorchis burmanica Kurz, (1873)
- Hemiorchis pantlingii King (1894)
- Hemiorchis rhodorrhachis K.Schum. (1904)

### SelonNCBI(18 juil. 2010)[2]
- Hemiorchis burmanica
- Hemiorchis rhodorrhachis

## Synonymes, noms obsolètes, leurs taxons de référence
Selon World Checklist of Selected Plant Families (WCSP) (13 sept. 2011):
- Hemiorchis godefroyi Baill., (1895) = Gagnepainia godefroyi (Baill.) K.Schum. (1904).
- Hemiorchis harmandii Baill., (1895) = Gagnepainia harmandii (Baill.) K.Schum. (1904).
- Hemiorchis thoreliana Baill., (1895) = Gagnepainia thoreliana (Baill.) K.Schum. (1904).